# Duromery
Duromery – polimerowe tworzywa sztuczne posiadające cechy metalu lub ceramiki - twarde, nieelastyczne, z wysoką wytrzymałością mechaniczną na rozciąganie i ściskanie, ale zazwyczaj nietopliwe lub trudnotopliwe i często kruche. Trudnotopliwe duromery są też nazywane duroplastami. 
Polimery posiadają własności duromeru jeśli:
- są usieciowane w wysokim stopniu

lub
- posiadają bardzo wysoką masę cząsteczkową i jednocześnie sztywne, polarne łańcuchy główne, które silnie oddziałują między sobą, tworząc np. sieć wiązań wodorowych.

Do najbardziej znanych duromerów należą:
- usieciowane:
  - bakelit i inne fenoplasty
  - usieciowane żywice poliestrowe
  - usieciowane żywice epoksydowe
- nieusieciowane
  - poli(tlenek etylenu)
  - poliacetylen
  - poli(octan winylu)
  - poliakrylonitryl
  - niektóre rodzaje poliamidów np. kevlar
  - polibenzimidazol